# Волочаевка-1
Волоча́евка-1 — село в Смидовичском районе Еврейской автономной области. Одноименная железнодорожная станция на Транссибирской магистрали.

## География
Расположено в 54 км от районного центра пос. Смидович и 45 км от Хабаровска. Население 1,1 тысячи человек (1992).
Через село проходит федеральная автотрасса Чита — Хабаровск.
Село Волочаевка-1 стоит в долине реки Тунгуска (правобережье).

## История
Основано в 1908 году крестьянами-переселенцами из станицы Ивановской Кубанской области. Названо по фамилии старосты нового поселения Волочаева (Волочая) Макара Семёновича.
Из постановления Приморского областного по крестьянским делам присутствия от 24 августа 1908 года: «…утвердить на переселенческом участке Июнь-Корань отдельное сельское общество под названием Волочаево и включить его в состав Николо-Александровской волости».
В «Списке населённых пунктов Приморской области» значится деревня Волочаево Тунгузской волости Хабаровского уезда. Число дворов – 29, население обоего пола – 122 человека, в деревне находилась школа министерства просвещения.
В феврале 1922 года в районе поселка на сопке Июнь-Корань произошло одно из крупнейших сражений заключительной части Гражданской войны — Волочаевский бой.
На сопке до 1990-х годов функционировал музей-памятник героям гражданской войны на Дальнем Востоке, сейчас он в запустении.В настоящее время музей восстановлен. Мемориал включён в список «7 чудес Еврейской автономной области». Установлен в 1928 году. В 2012 году к 90-летию событий на Волочаевской сопке установили часовню во имя иконы Божией Матери «Умягчение злых сердец».
В 1935 году сдана в эксплуатацию железнодорожная станция Волочаевка-1. На вокзале остался мемориальный зал с мозаиками и бюстами на тему Гражданской войны.

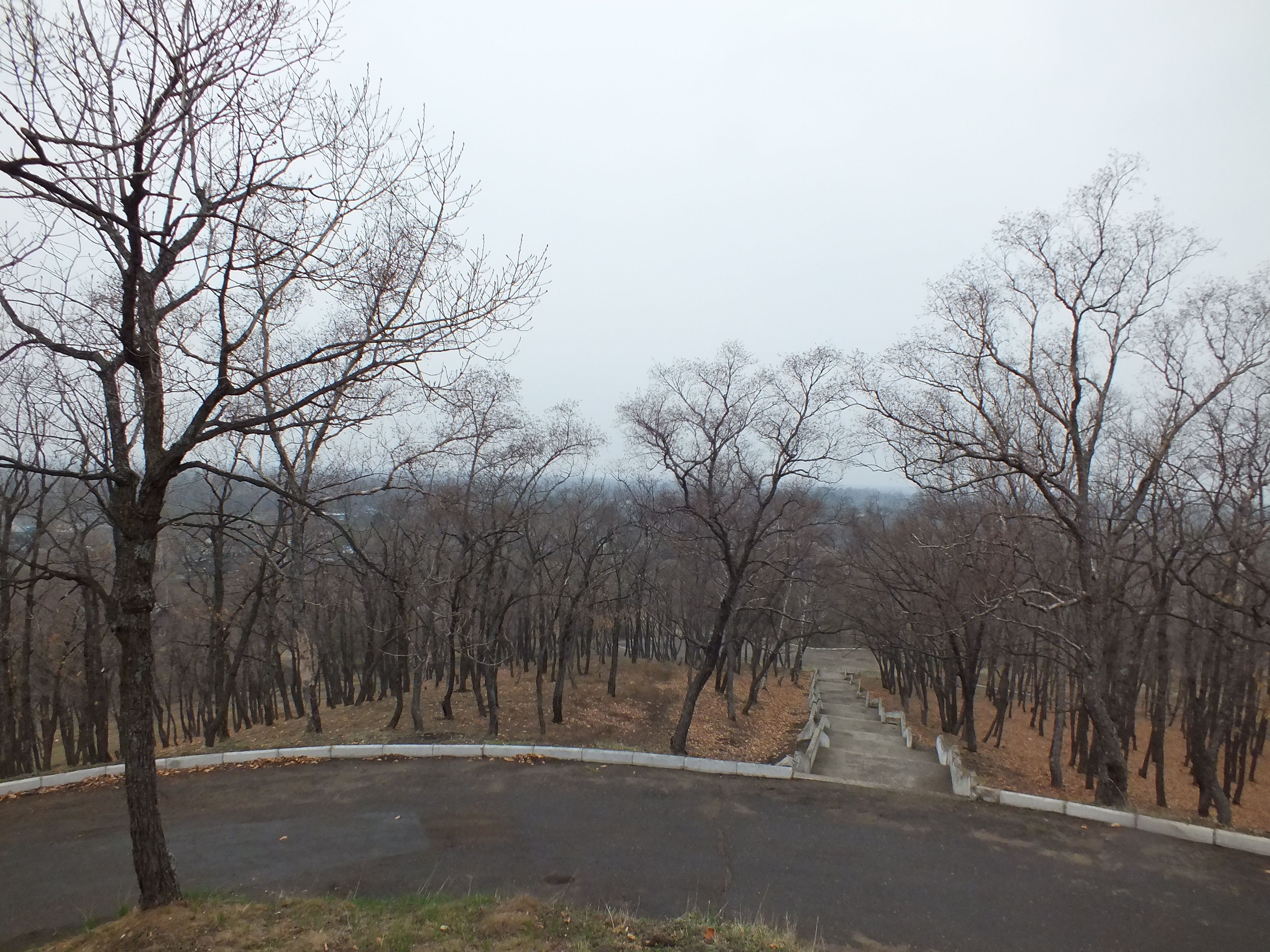
Вид с сопки Июнь-Корань на село Волочаевка-1 (плохая погода, дождь, туман)
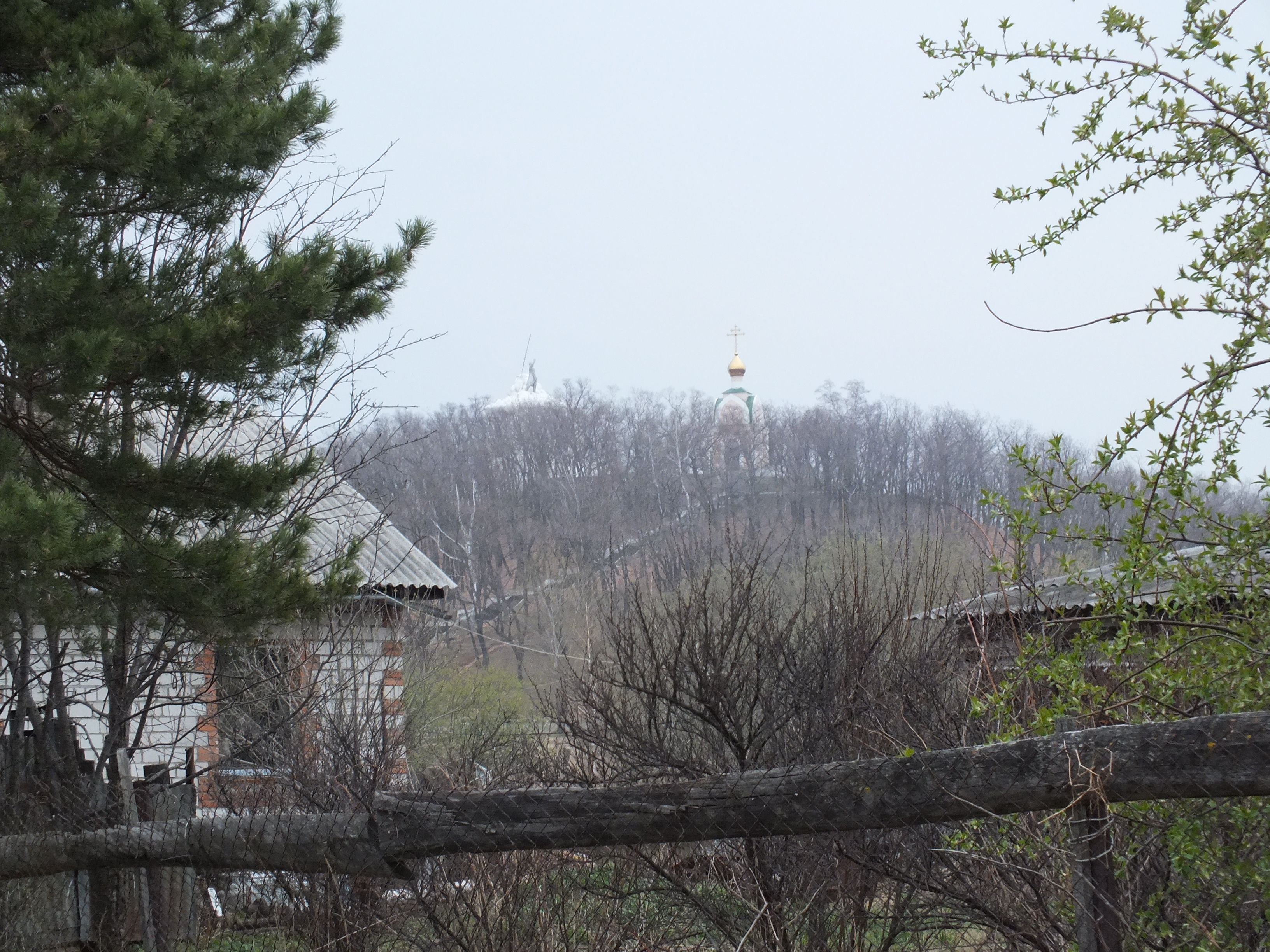
Вид на сопку Июнь-Корань с сельской улицы
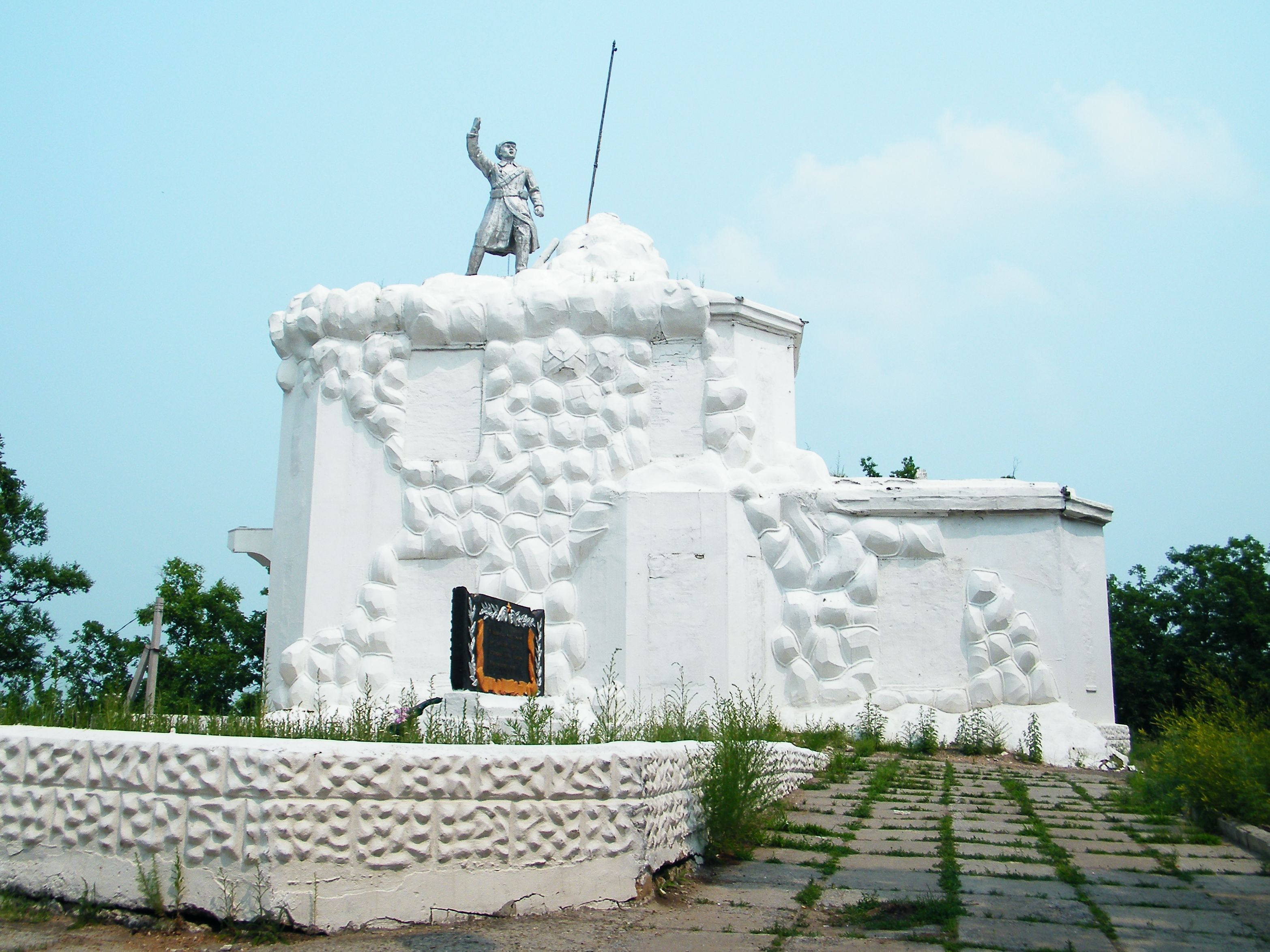
Памятник «Волочаевский бой»
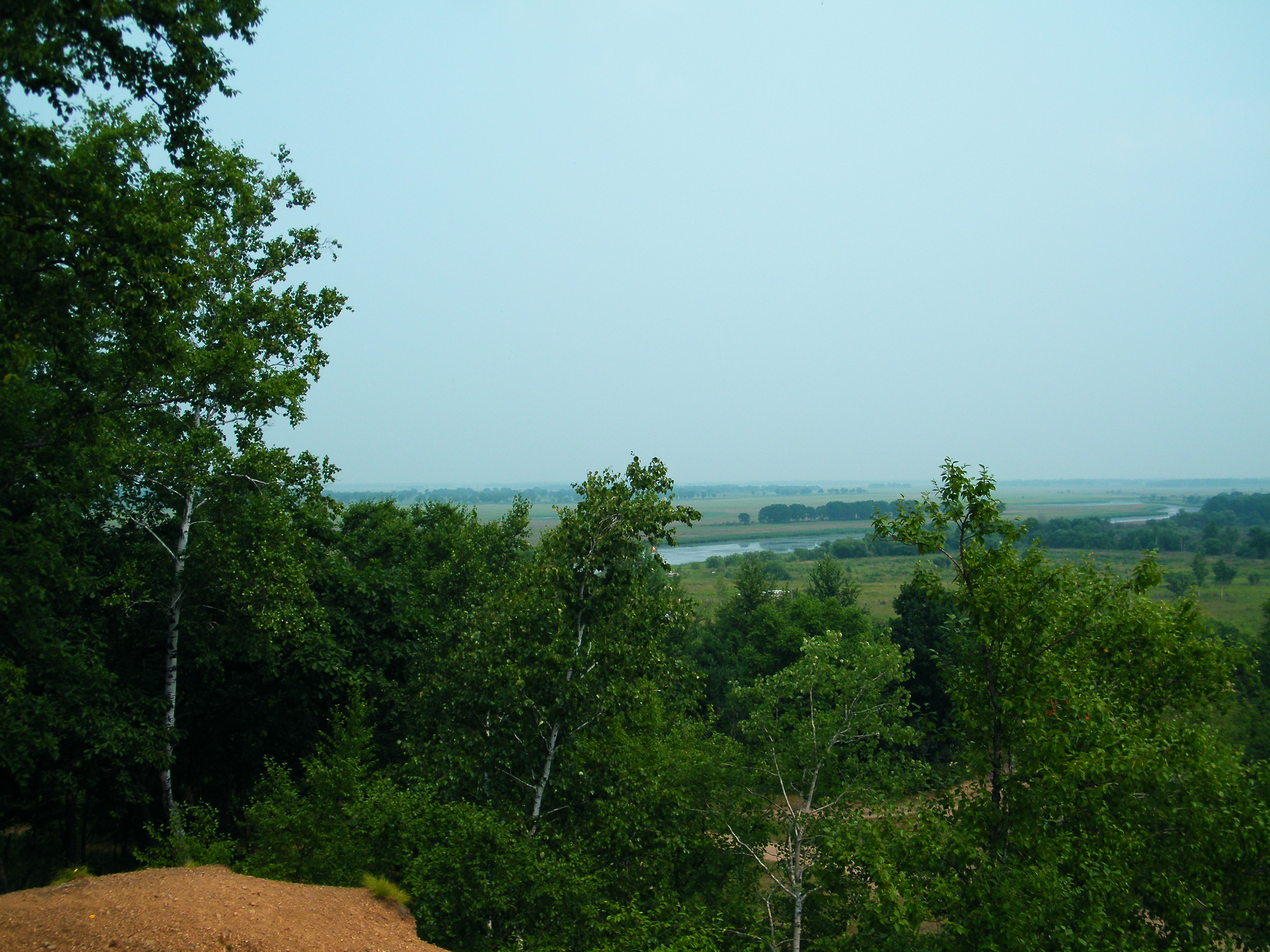
Вид с сопки Июнь-Корань на долину реки Тунгуска

## Население
| 1908 | 1914 | 1922 | 1992  | 2002  | 2010  |
| ---- | ---- | ---- | ----- | ----- | ----- |
| 32   | ↗351 | ↘250 | ↗1100 | ↗1167 | ↘1148 |